# Novonéjino
Novonéjino (en rus: Новонежино) és un poble (un possiólok) del krai de Primórie, a l'Extrem Orient de Rússia, que en el cens del 2010 tenia 2.184 habitants.